# تری فورکس (مونتانا)
تری فورکس (به انگلیسی: Three Forks) شهری در ایالت مونتانا کشور ایالات متحده آمریکا است که جمعیت آن در سرشماری سال ۲۰۱۰ میلادی، ۱٬۸۶۹ نفر بوده‌است.

## نگارخانه

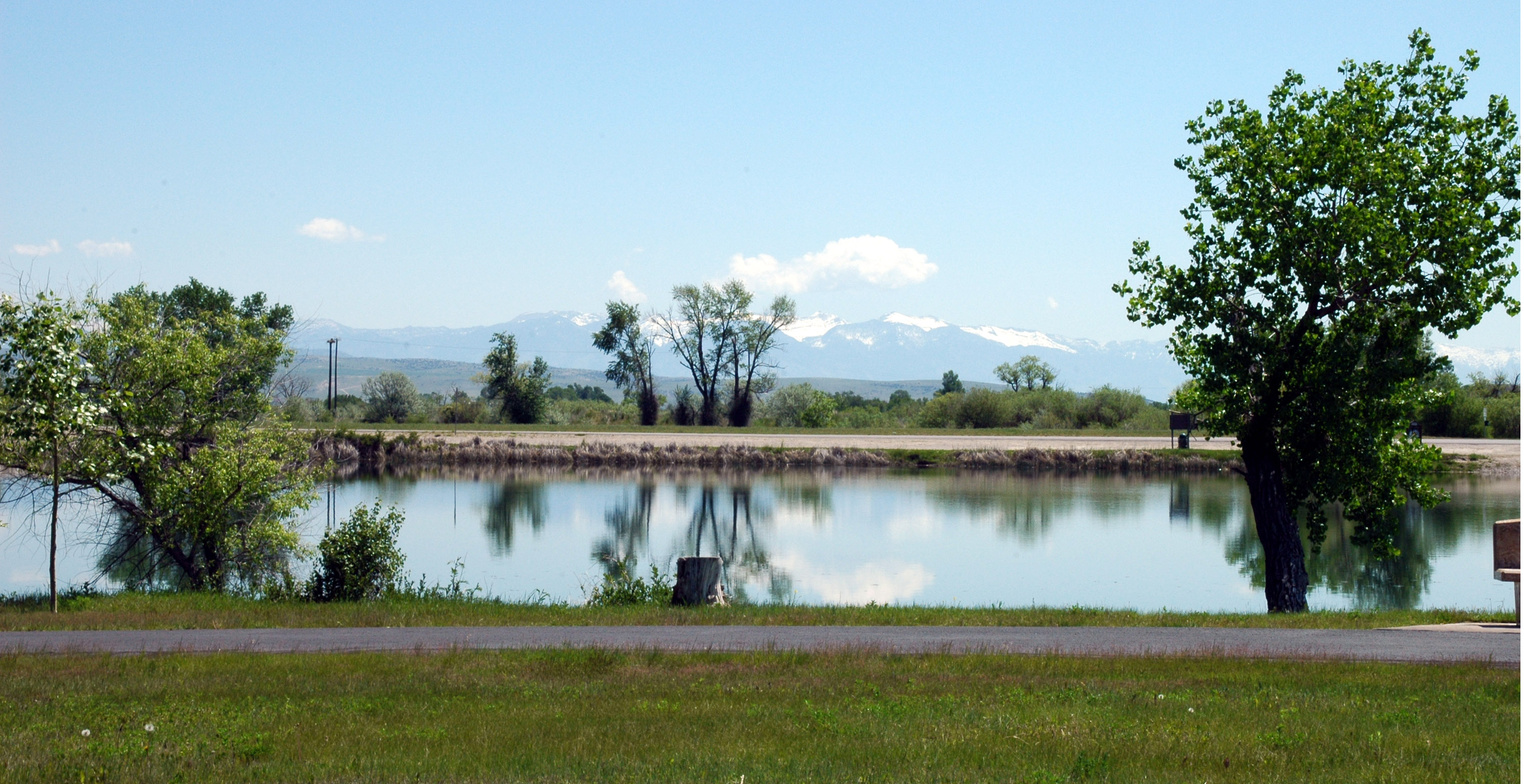
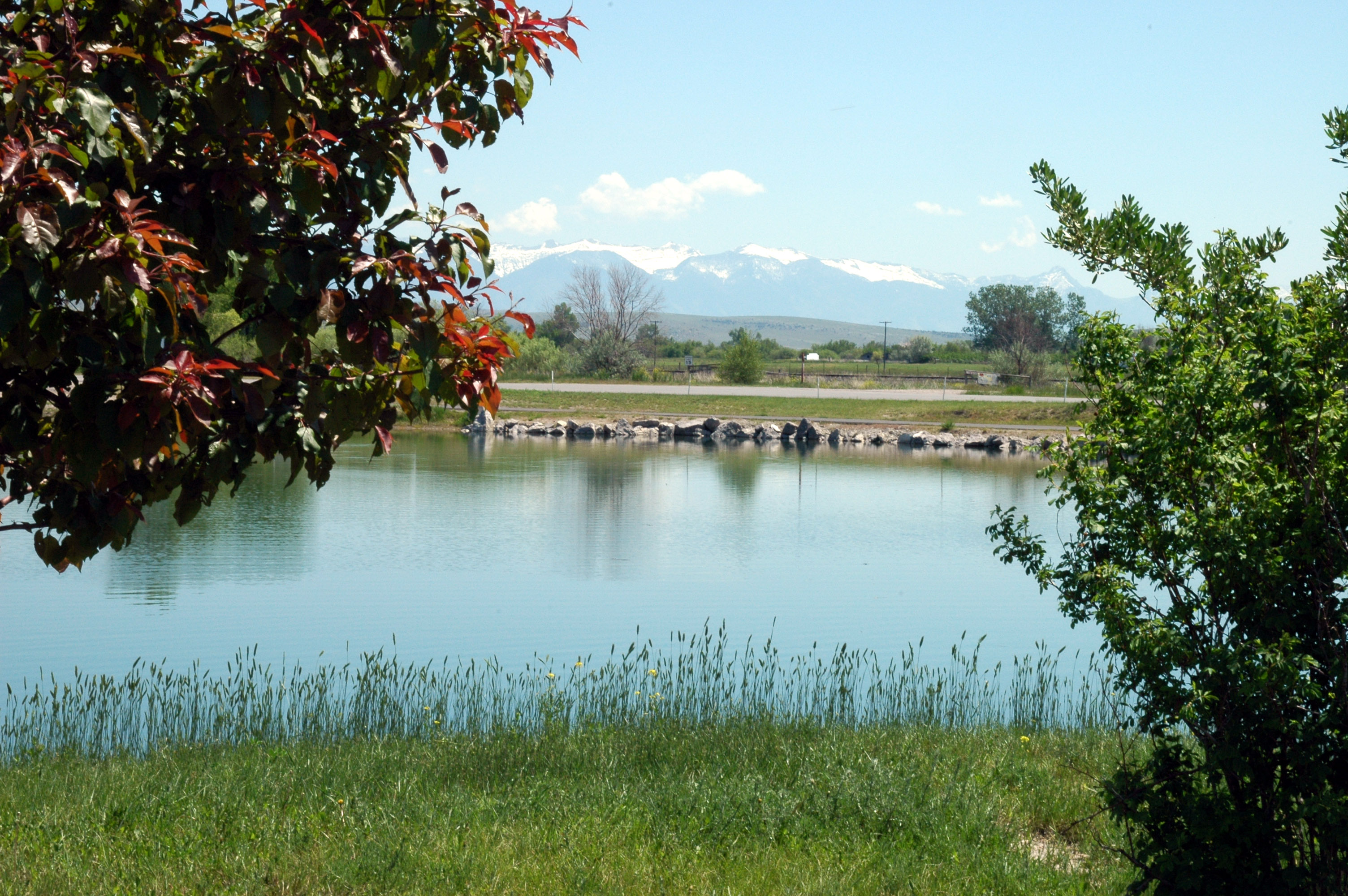
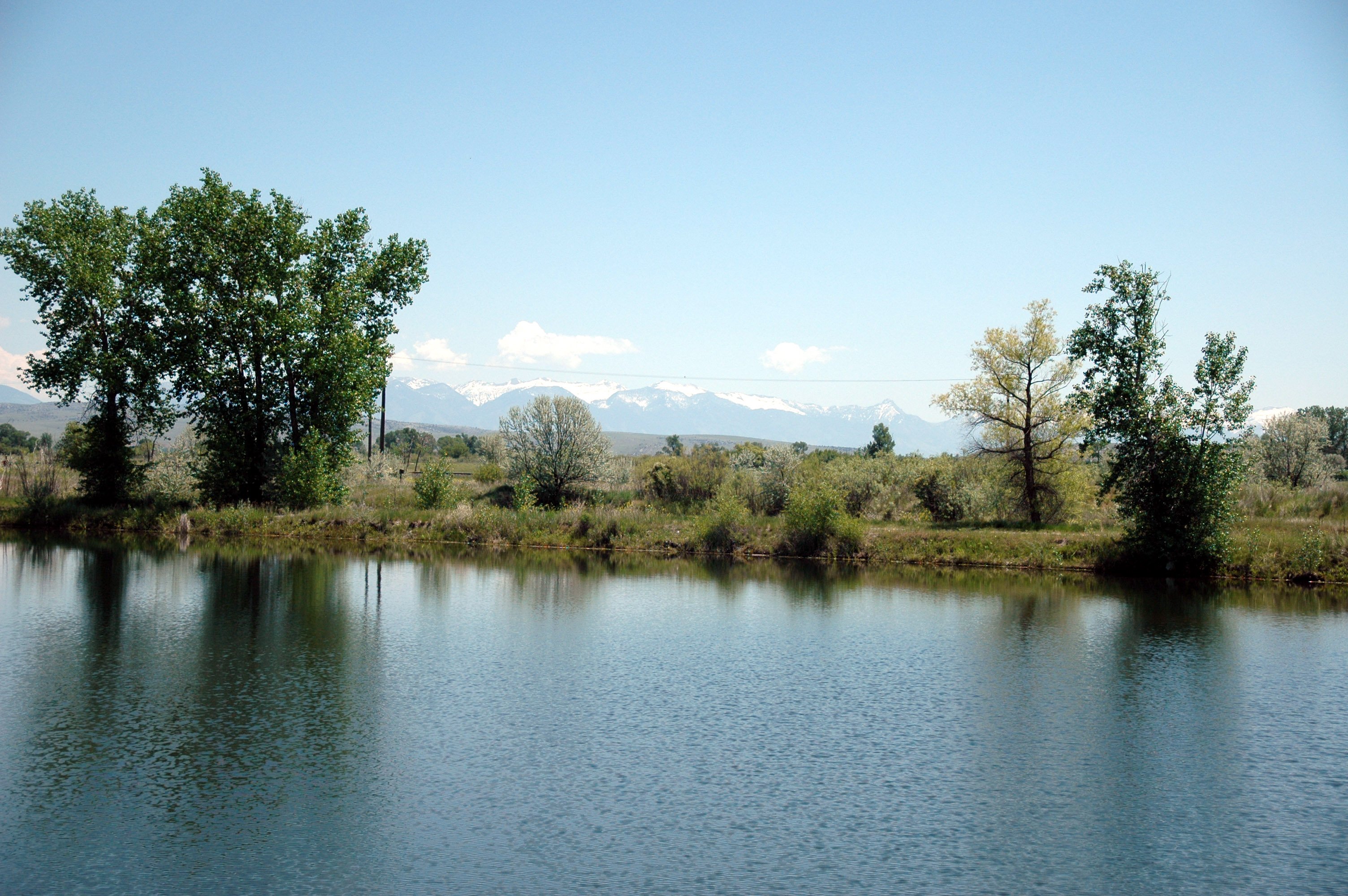
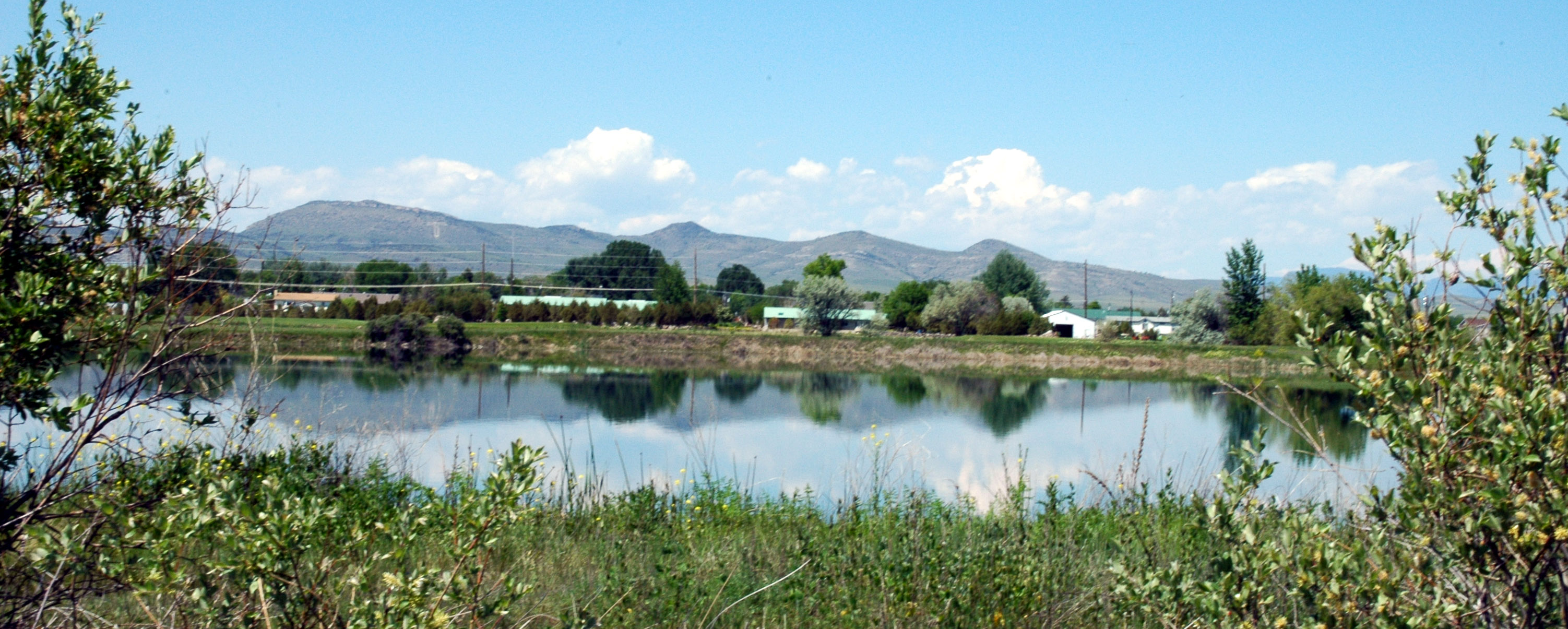

## موقعیت جغرافیایی
موقعیت جغرافیایی شهرها و مناطق اطراف به شرح زیر است: